# Eoleon
Eoleon (en griego, ℎ̣αἰόλειον, Αἰόλειον) fue una antigua ciudad griega de la península Calcídica. 
Perteneció a la liga de Delos puesto que aparece en los registros de tributos a Atenas en los años 434/3, 433/2 y 429/8 a. C. donde pagó un phoros de 500 dracmas. También se la cita en un tratado de alianza entre los atenienses y botieos del año 422 a. C. de donde se deduce que pertenecía al territorio de Botiea, pero se desconoce su localización exacta. Sin embargo, en un fragmento de Teopompo recogido por Esteban de Bizancio se cita a Eoleon como una ciudad del Quersoneso Tracio.